# バトゥー・メモリアル・スタジアム
バトゥー・メモリアル・スタジアム（英語: Bahtoo Memorial Stadium）は、ミャンマー第二の都市マンダレーにある多目的スタジアムである。

## 概要
ミャンマー北部では最大のスタジアムである。収容人数は17,000人。主にサッカーの試合に用いられる。現在、ミャンマーサッカーリーグのヤダナボンがホームスタジアムとして使用している他、サッカーミャンマー代表が親善試合の際にホームスタジアムとして使用することがある。

## 交通アクセス
コンバウン王朝の王宮である旧マンダレー・パレス（英語版）を含む公園のすぐそばにある。
ミャンマー鉄道のマンダレー中央駅からタクシーで約3分。